# Cantone di Esternay
Il Cantone di Esternay era una divisione amministrativa dell'arrondissement di Épernay.
È stato soppresso a seguito della riforma complessiva dei cantoni del 2014, che è entrata in vigore con le elezioni dipartimentali del 2015.
Comprendeva i comuni di:
- Bethon
- Bouchy-Saint-Genest
- Champguyon
- Chantemerle
- Châtillon-sur-Morin
- Courgivaux
- Escardes
- Les Essarts-lès-Sézanne
- Les Essarts-le-Vicomte
- Esternay
- La Forestière
- Joiselle
- Le Meix-Saint-Epoing
- Montgenost
- Nesle-la-Reposte
- Neuvy
- La Noue
- Potangis
- Réveillon
- Saint-Bon
- Villeneuve-la-Lionne